# Gynoplistia yonguldye
Gynoplistia yonguldye är en tvåvingeart som beskrevs av Günther Theischinger 1993. Gynoplistia yonguldye ingår i släktet Gynoplistia och familjen småharkrankar. Inga underarter finns listade i Catalogue of Life.